# Закшево (Познанський повіт)
Закшево (пол. Zakrzewo, нім. Sassenheim) — село в Польщі, у гміні Допево Познанського повіту Великопольського воєводства.
Населення — 1870 осіб (2021).
У 1975-1998 роках село належало до Познанського воєводства.

## Демографія
Демографічна структура станом на 2021 рік:
|          | Загалом | Допрацездатний вік | Працездатний вік | Постпрацездатний вік |
| -------- | ------- | ------------------ | ---------------- | -------------------- |
| Чоловіки | 907     | 243                | 579              | 85                   |
| Жінки    | 963     | 241                | 559              | 163                  |
| Разом    | 1870    | 484                | 1138             | 248                  |